# 7225 Huntress
7225 Huntress este un asteroid din centura principală de asteroizi.

## Descriere
7225 Huntress este un asteroid din centura principală de asteroizi. A fost descoperit pe 22 ianuarie 1983 la Stația Anderson Mesa de Edward L. G. Bowell. Asteroidul prezintă o orbită caracterizată de o semiaxă mare de 2,34 ua, o excentricitate de 0,20 și o înclinație de 6,9° în raport cu ecliptica.